# U-20号潜艇 (1936年)
U-20号（德語：U 20）是纳粹德国战争海军建造的二十艘II-B型近岸潜艇（或称U艇）之一。它由基尔的日耳曼尼亚船厂承建，于1936年1月14日下水，至同年2月1日交付使用。第二次世界大战期间，该艇曾执行过十六次巡逻作战，共计击沉13艘、全损2艘同盟国或中立国舰船，累积总吨位为38,513吨。1944年9月10日，U-20号在土耳其卡拉苏以北的黑海海岸被其船员自行凿沉。

## 设计
II级潜艇是从一战中德意志帝国海军的UB级和UF级近岸潜艇发展而来。其外观尺寸小，造价便宜且易于生产，在很短时间内便能造好。这款艇具在设计上吸收了为芬兰海军定制的欧洲水鼬号的优点，是非常出色的训练艇。但由于它们体积较小，在海面上容易剧烈颠簸，因此也被德国人戏称为“独木舟”（Einbaum）。尽管如此，一些II级艇在训练任务与战斗行动中表现相当出色，许多II级艇的衍生型号也相继被建造出来。
U-20号是一款用于近岸水域作战的II-B型单壳体潜艇。它可视作II-A型的加长版，附加的柴油舱增加了贮油量，航程也因此得到增加。其全长42.7米，舷宽4.08米，高8.6米，并有3.9米的吃水深度。水上和水下排水量则分别为279吨和328吨，惟官方提供的标准吨位为250吨。艇只采用两台曼海姆发动机厂（MWM）生产的六缸四冲程350匹公制馬力（260千瓦特）柴油机用于水面运行，以及两台各配备36个AFA蓄电池组的180匹公制馬力（130千瓦特）西门子-舒克特（SSW）电动发电机用于水下航行；水面最高航速12節（22每小時），水下7節（13每小時）；能够在水面以8節（15每小時）航速续航3,800海里（7,000），或以4節（7.4每小時）连续在水下航行43海里（80）而无需充电。它有两个轴和两副直径为0.85米的螺旋桨，具备在80－150米的深度运行的能力，紧急下潜需时30秒。
武器装备方面，U-20号在艇艏内置有三具管径为533毫米的鱼雷发射管，呈倒三角形布置，其中左舷一具、右舷一具、底部的中线上还有一具；它们合共配备5枚G7型鱼雷，或可携带最多12枚TMA水雷。此外，该艇还搭载有一门20毫米30式高射炮作为甲板炮。其标准船员编制为3名军官及22名水兵。

## 历史
1935年2月2日，海军造舰局正式将第二批次八艘II-B型潜艇（U-17至U-24号）的建造合同发包予基尔的日耳曼尼亚船厂。但由于违反了禁止德国拥有潜艇的《凡尔赛条约》条款，U-20号直至1935年8月1日、即解除德国海军军备限制的《英德海军协定》生效后才开始铺设龙骨，1936年1月14日下水，至同年2月1日在首度担任艇长的海军上尉汉斯·埃克曼的指挥下交付使用。完成海试后，该艇被编入驻基尔的洛斯潜艇区舰队服役，自1940年1月1日U艇编制重组时又加入了同驻基尔的第1潜艇区舰队。退出前线艇任务后，U-20号于1940年5月1日至6月30日期间曾被用作第1潜艇培训区舰队的训练艇，继而从7月1日到1942年8月26日在驻皮劳的第21潜艇区舰队服役。1942年10月，该艇在基尔的德意志造船厂拆解，经由陆路和多瑙河转移到黑海。当在罗马尼亚的加拉茨造船厂完成重新组装后，1943年5月27日恢复入役，成为驻康斯坦察的第30潜艇区舰队的一份子，直到1944年9月10日沉没。第二次世界大战期间，U-20号完成了十六次巡逻，共计击沉13艘、全损2艘同盟国或中立国舰船，以及击伤1艘苏联商船，累积总吨位为40,359吨。

### 作战巡逻
U-20号的前五次巡逻都是在海军上尉卡尔-海因茨·默勒的指挥下进行的，主要涉在北海北部和苏格兰沿岸观察航运情况。第三次则是奉命前往英格兰东岸的纽沃普灯船附近布雷。在1939年11月18日至24日为期七天的布雷行动中，该艇在编号为AN-7633的海军网格内共敷设了九枚水雷，造成两艘英国货轮损毁。首个受害者是容积总吨为3,114吨的爱奥尼亚号（Ionian），它于11月29日在距离纽沃普灯船约1.5海里（2.8）处触雷沉没，37名船员全数被救起；另一艘则是4,815总吨的柳池号（Willowpool），它于12月10日从HG-9号护航船队分散后撞上了默勒在纽沃普灯船以东3海里（5.6）处布下的一枚水雷而沉没，但同样未造成人员伤亡。12月7日凌晨2:00，U-20号从基尔启程前往苏格兰东海岸附近的北海执行第四次巡逻，并在两天内发射了全部四枚鱼雷后提前返航。其中前两枚于12月9日在彼得黑德东北偏东约40海里（74）处击沉了无护航且中立的丹麦货轮马格努斯号（Magnus，1,339总吨），其18名船员中仅1人获救；一天后，默勒又向一艘没有明显国籍标记的挪威货轮福伊纳号（Føina，1,674总吨）发射了鱼雷，导致对方断成两截，并于3分钟内在距离拉特里角东北偏东约25海里（46）处沉没，船上18人全数罹难。在1940年1月的第五次巡逻期间，默勒卷土重来，于13日在阿伯丁东北部海面以鱼雷击沉了1,524总吨的瑞典货轮西尔维娅号（Sylvia），船上20名船员无一幸免。
海军上尉哈罗·冯·克罗特-海登费尔特于1月17日接任U-20号艇长，并指挥了该艇接下来的三次巡逻。1月21日凌晨5:15，U-20号离开威廉港前往北海执行第六次巡逻，但出发仅数小时后，该艇的柴油发动机便发生故障，不得不在黑尔戈兰岛接受维修。1月31日返程时，又因威廉港港口结冰而在黑尔戈兰岛等待，至2月4日才返抵威廉港。在这次为期十五天、水面行程1,166海里（2,159）、水下行程127海里（235）的行动中，共有四艘北欧籍货轮在同一天内被击沉或全损。1月27日20:03，海登费尔特在奥克尼群岛的科平赛岛东南约15海里（28）发射鱼雷命中挪威货轮法罗号（Faro，844总吨），造成对方进水，后因锚链断裂而漂到岸上，最终全损，船上20名乘员全数丧生。大约一小时后，两艘丹麦货轮——2,094总吨的弗雷登斯堡号（Fredensborg）和2,319总吨的英格兰号（England）抵达现场，在恶劣的天气下试图营救失事的法罗号，却双双被埋伏在附近的U-20号迅速击沉，两艘船合共41名船员仅1人获救。至23:13，无护航且中立的挪威货轮霍桑格号（Hosanger，1,591总吨）在近乎同一位置葬身于海登费尔德的鱼雷之下，18名船员亦仅有1人幸存。
在1940年2月27日至3月4日的第七次巡逻中，海登费尔特率艇在英格兰东南沿海再取得战功，这次受害的是两艘意大利商船。2月29日22:32，无护航且中立的玛丽亚·罗莎号（Maria Rosa，4,211总吨）在洛斯托夫特东南偏东约10海里（19）处以5節（9.3每小時）的速度无规避航行时，被U-20号的一枚鱼雷击中左舷1号和2号货舱之间。该船早在21:45便被第一枚鱼雷击中，德国人在两次攻击中显然没有注意到中等能见度下照明的中立标志。爆炸使船一分为二，并于两分钟内迅速沉没，共有12名船员在袭击中丧生、18人获救。数小时后，即3月1日凌晨3:15，容积总吨为5,340吨的煤船米雷拉号（Mirella）在行经同一地点时也被U-20号的一枚鱼雷击中船艏，但没有沉没。这艘潜艇白天在水下等待，晚上再返回废弃的船只，于21:14时发动致命一击将其击沉。
U-20号的最后八次（第九至第十六次）巡逻均是在黑海完成。但由于当地的船舶流量不大，行动收效甚微。1943年6月26日，该艇曾试图在图阿普谢附近用鱼雷袭击一艘苏联猎潜舰，但遭到对方反攻，并投下了8枚深水炸弹。随后，搭载深水炸弹的敌军飞机出动又迫使潜艇潜没了近四个小时，至发生机械故障才返回基地。直至海军中尉卡尔·格拉芬接任艇长后，U-20号才再次取得战功。在1943年11月29日的第十二次巡逻期间，该艇向加格拉西南约50海里（93）处由一艘鱼雷艇和四艘巡逻艇护航一艘液货船所组成的苏联船队发射了两枚鱼雷。由于没有听到爆炸声，格拉芬遂认为他们射失了。事实上，一枚鱼雷以哑火的状态击中了1,846总吨的液货船佩列多维克号（Peredovik），并在船体上击穿一个小洞。1944年1月16日，U-20号又在阿纳克利亚附近向另一艘7,602总吨的瓦扬·库蒂里耶号（Vaijan Kutur'e）发射了三枚鱼雷，其中一枚击中其船艉，导致该船于翌日早上沉没，导致4人死亡。60名幸存者则在四艘扫雷舰和十艘巡逻艇的护航下获救。库蒂里耶号的残骸于1945年10月6日从50米的深度被打捞上岸，宣布为全损。
1944年6月11日，U-20号于下午13:30离开康斯坦察，在特拉布宗、波季和加格拉之间的黑海执行第十五次巡逻，至7月11日下午3:30返回。这次行动持续了30天，其中水面行程2,176海里（4,030）、水下572海里（1,059）。6月19日20:28，无护航的苏联客轮佩斯特尔号（Pestel，1,850总吨）被U-20号发射的两枚鱼雷击中，延至22:20在特拉布宗附近一分为二后沉没。48名存者被巡逻艇救起，但船长和17名船员失踪。五天后，格拉芬又在加格拉对开海面通过甲板炮和炸药包击沉了排水量为9吨的苏联海军登陆艇DB-26号。同年8月19日，U-20号从康斯坦察启程执行最后一次巡逻任务，随着罗马尼亚于四天后倒戈对德宣战并占领了潜艇基地，该艇再也无法返航。至9月10日21:30，U-20号因燃料耗尽而在土耳其的卡拉苏以北海域由其船员自行凿沉，沉没地点大致位于41°10′N 30°47′E / 41.167°N 30.783°E处，并未造成人员伤亡。2008年，潜艇的残骸被土耳其海洋工程师塞尔丘克·科莱领导的团队寻获。

## 袭击历史摘要
| 日期           | 船名            | 船籍     | 吨位  | 结局         |
| -------------- | --------------- | -------- | ----- | ------------ |
| 1939年11月29日 | 爱奥尼亚号      | 英国     | 3,114 | 击沉（触雷） |
| 1939年12月9日  | 马格努斯号      | 丹麦     | 1,339 | 击沉         |
| 1939年12月10日 | 福伊纳号        | 挪威     | 1,674 | 击沉         |
| 1939年12月10日 | 柳池号          | 英国     | 4,815 | 击沉（触雷） |
| 1940年1月13日  | 西尔维娅号      | 瑞典     | 1,524 | 击沉         |
| 1940年1月27日  | 英格兰号        | 丹麦     | 2,319 | 击沉         |
| 1940年1月27日  | 法罗号          | 挪威     | 844   | 全损         |
| 1940年1月27日  | 弗雷登斯堡号    | 丹麦     | 2,094 | 击沉         |
| 1940年1月27日  | 霍桑格号        | 丹麦     | 1,591 | 击沉         |
| 1940年2月29日  | 玛丽亚·罗莎号   | 意大利   | 4,211 | 击沉         |
| 1940年3月1日   | 米雷拉号        | 意大利   | 5,340 | 击沉         |
| 1943年11月29日 | 佩列多维克号    | 苏联     | 1,846 | 击伤         |
| 1944年1月16日  | 瓦扬·库蒂里耶号 | 苏联     | 7,602 | 全损         |
| 1944年4月7日   | 里翁号          | 苏联     | 187   | 击沉（触雷） |
| 1944年6月19日  | 佩斯特尔号      | 苏联     | 1,850 | 击沉         |
| 1944年6月24日  | DB-26号         | 苏联海军 | 9     | 击沉         |

## 脚注
1. ↑  Kemp 1999，第217頁.
2. ↑  威廉生，第6頁.
3. ↑  威廉生，第6–7頁.
4. 1 2  Gröner 1991，第39–40頁.
5. 1 2 3  Helgason, Guðmundur. . German U-boats of WWII - uboat.net.   [2023-10-31]. （原始内容存档于2023-02-07）.
6. 1 2  Helgason, Guðmundur. . German U-boats of WWII - uboat.net.   [2014-12-29]. （原始内容存档于2023-01-30）.
7. 1 2  Helgason, Guðmundur. . German U-boats of WWII - uboat.net.   [2023-10-31]. （原始内容存档于2023-01-30）.
8. ↑  Helgason, Guðmundur. . German U-boats of WWII - uboat.net.   [2023-10-31]. （原始内容存档于2020-11-27）.
9. ↑  Helgason, Guðmundur. . German U-boats of WWII - uboat.net.   [2023-10-31]. （原始内容存档于2023-06-07）.
10. ↑  Helgason, Guðmundur. . German U-boats of WWII - uboat.net.   [2023-10-31]. （原始内容存档于2023-06-03）.
11. ↑  Helgason, Guðmundur. . German U-boats of WWII - uboat.net.   [2023-10-31]. （原始内容存档于2020-11-27）.
12. ↑  Helgason, Guðmundur. . German U-boats of WWII - uboat.net.   [2023-10-31]. （原始内容存档于2023-06-03）.
13. ↑  Helgason, Guðmundur. . German U-boats of WWII - uboat.net.   [2023-10-31]. （原始内容存档于2022-10-05）.
14. ↑  Helgason, Guðmundur. . German U-boats of WWII - uboat.net.   [2023-10-31]. （原始内容存档于2021-05-19）.
15. ↑  Helgason, Guðmundur. . German U-boats of WWII - uboat.net.   [2023-10-31]. （原始内容存档于2023-06-08）.
16. ↑  Helgason, Guðmundur. . German U-boats of WWII - uboat.net.   [2023-10-31]. （原始内容存档于2020-11-27）.
17. ↑  Helgason, Guðmundur. . German U-boats of WWII - uboat.net.   [2023-10-31]. （原始内容存档于2023-02-07）.
18. ↑  Helgason, Guðmundur. . German U-boats of WWII - uboat.net.   [2023-10-31]. （原始内容存档于2023-01-30）.
19. ↑  Helgason, Guðmundur. . German U-boats of WWII - uboat.net.   [2023-10-31]. （原始内容存档于2023-02-03）.
20. ↑  Helgason, Guðmundur. . German U-boats of WWII - uboat.net.   [2023-10-31]. （原始内容存档于2022-10-01）.
21. ↑  Helgason, Guðmundur. . German U-boats of WWII - uboat.net.   [2023-11-01]. （原始内容存档于2020-11-27）.
22. ↑  Helgason, Guðmundur. . German U-boats of WWII - uboat.net.   [2023-11-01]. （原始内容存档于2021-11-30）.
23. ↑  Helgason, Guðmundur. . German U-boats of WWII - uboat.net.   [2023-11-01]. （原始内容存档于2023-02-07）.
24. ↑  Helgason, Guðmundur. . German U-boats of WWII - uboat.net.   [2023-11-01]. （原始内容存档于2020-11-27）.
25. ↑  Helgason, Guðmundur. . German U-boats of WWII - uboat.net.   [2023-11-01]. （原始内容存档于2021-12-04）.
26. ↑  Helgason, Guðmundur. . German U-boats of WWII - uboat.net.   [2023-11-01]. （原始内容存档于2021-12-04）.
27. ↑  Helgason, Guðmundur. . German U-boats of WWII - uboat.net.   [2023-11-01]. （原始内容存档于2020-11-27）.
28. ↑  Helgason, Guðmundur. . German U-boats of WWII - uboat.net.   [2023-11-01]. （原始内容存档于2022-10-05）.
29. ↑  Helgason, Guðmundur. . German U-boats of WWII - uboat.net.   [2023-11-01]. （原始内容存档于2021-12-03）.
30. ↑  Jasper Copping. . The Daily Telegraph. 2008-02-03  [2023-10-31]. （原始内容存档于2022-09-23）.